# NGC 7705
NGC 7705 ist eine Linsenförmige Galaxie vom Hubble-Typ SB0 im Sternbild Fische auf der Ekliptik. Sie ist schätzungsweise 258 Millionen Lichtjahre von der Milchstraße entfernt und hat einen Durchmesser von etwa 45.000 Lichtjahren. 

Im selben Himmelsareal befinden sich u. a. die Galaxien NGC 7696, NGC 7704, NGC 7706, IC 1500.
Das Objekt wurde am 27. Oktober 1864 von Albert Marth entdeckt.